# Ana Vilma de Escobar
Ana Vilma de Escobar (née le 2 mars 1954) est une femme politique salvadorienne, vice-présidente de la république du Salvador du 1er juin 2004 au 1er juin 2009. Membre de l'Alliance républicaine nationaliste, elle est la première femme vice-présidente du pays. 

## Biographie
Ana Vilma Albanez de Escobar est une économiste. Elle travaille pour l'Agence des États-Unis pour le développement international, puis pour la banque privée nationale et à l'université américaine du Salvador. 
En juin 2004, elle devient vice-présidente du pays aux côtés du président Antonio Saca.
En 2006, elle est à l'origine de la stratégie nationale sur les exports.
Elle termine son mandat de vice-présidente en juin 2009. Elle devient ensuite députée du département de San Salvador pour le compte de l'Alliance républicaine nationaliste.